# Ionopsis minutiflora
Ionopsis minutiflora là một loài thực vật có hoa trong họ Lan. Loài này được (Dodson & N.Williams) Pupulin mô tả khoa học đầu tiên năm 1998.